# Claude Duprat
Pour les articles homonymes, voir Duprat.
Claude Duprat, peut-être né à Issoire vers 1475 et décédé en 1532, a été le premier abbé commendataire de Mozac en Basse-Auvergne (France) de 1516 à 1524, en somme le premier abbé non élu par ses frères et désigné par le roi. Il a ensuite été évêque de Mende. Cette accession à l'évêché lui a également conféré le titre de comte de Gévaudan, titre dévolu aux évêques depuis l'acte de paréage entre le roi de France et Guillaume VI Durand.

## Biographie

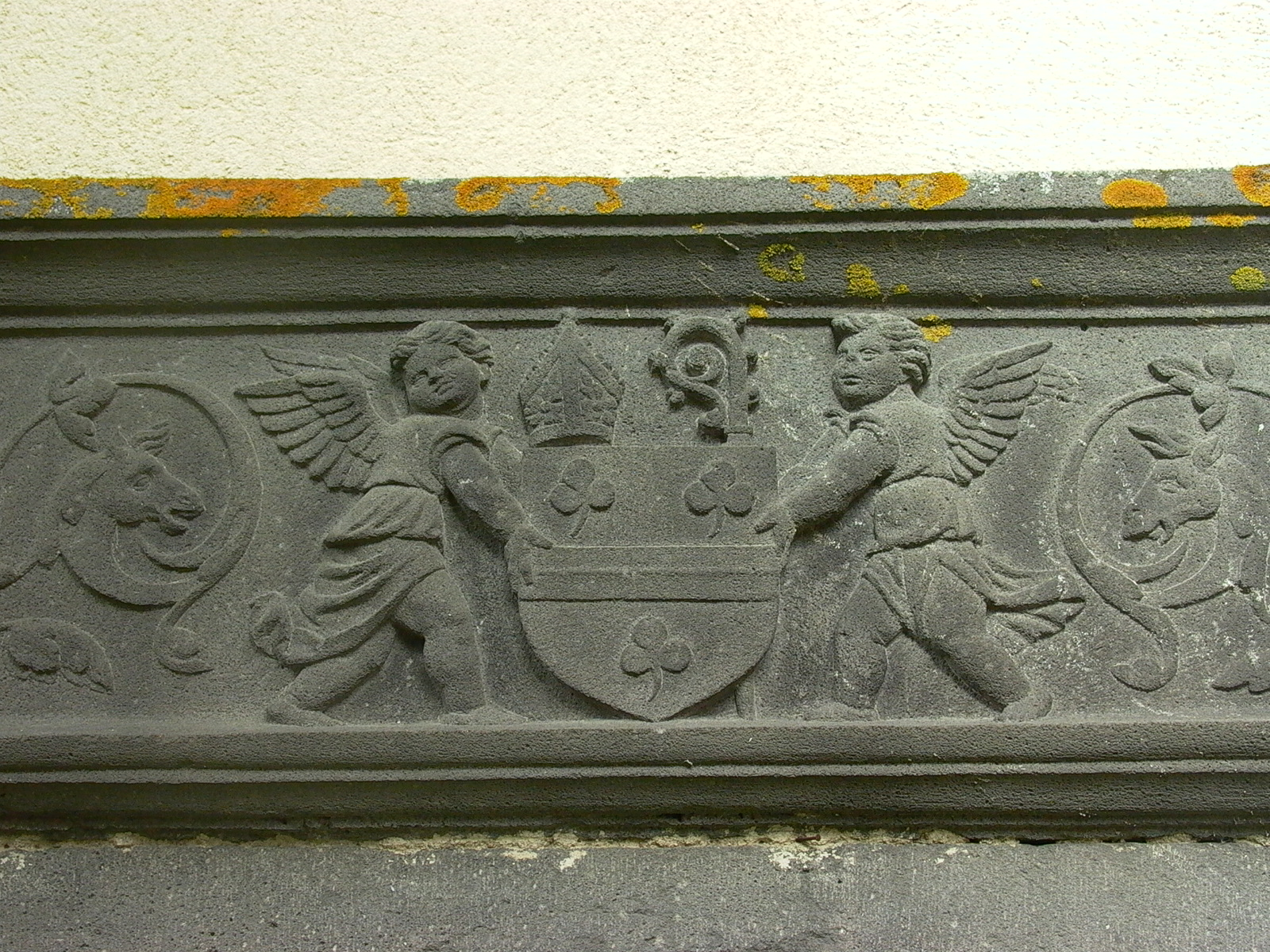
Blason d'un abbé Duprat sur un linteau du cloître de l'abbaye de Mozac

### Un choix favorisant l'abbaye
Dès l’institution du régime de la commende en 1516, le roi François Ier choisit le frère du chancelier Antoine Duprat qui négocia le concordat de Bologne, Claude Duprat. L'abbaye de Mozac était en effet une dépendance royale ; le roi a voulu ainsi la favoriser en choisissant une personne de confiance et proche de son chancelier.

### Carrière religieuse
Claude Duprat est à l'origine moine de Cluny. Sa carrière est donc en premier clunisienne : il tient le prieuré de Saint-Arnoul de Crépy-en-Valois (Oise) à partir de 1513. En 1522, il y est remplacé par son parent, Guillaume Duprat, futur évêque de Clermont et lui aussi futur abbé de Mozac.
À Mozac, si l’on en croit les blasons aux trois trèfles surmontés d’une crosse abbatiale, il pourrait être le premier des Duprat à restaurer plusieurs parties de l’abbaye détruites lors des tremblements de terre à la fin du XVe siècle : à savoir la salle capitulaire et le cloître, l’abbatiale ayant été déjà nettement réparée pendant l'abbatiat de Raymond de Marcenat (vers 1460-1470).
En 1520, l’abbé Claude Duprat signe une transaction avec les consuls de la ville de Riom qui concerne les terres vinicoles de Bourrassol (terres entre Riom et Ménétrol).
En 1524, le roi François Ier le nomme évêque de Mende. Il résigne son bénéfice mozacois en faveur de son frère Thomas.

### Sources
- Notes :

1. ↑  Philippe Racinet, Crises et renouveaux, les monastères clunisiens à la fin du Moyen Âge, Artois Presses, Université, 1997, p. 382.
2. ↑  Gallia Christiana, Ecclesia claromontensis, tome II, p. 356, XXXIV : « Mauziacense capitulum construxit ».
3. ↑  Archives départementales du Puy-de-Dôme, 5 H 26, liasse 93.

- Bibliographie :
  - Hippolyte Gomot, L'abbaye royale de Mozac, 1872, pp. 123-130.
  - Ambroise Tardieu, Grand dictionnaire biographique du Puy-de-Dôme, 1878.